# Gregg Fienberg
Gregg Fienberg (Los Angeles, 12 settembre 1960) è un produttore televisivo, produttore cinematografico e regista statunitense.

## Biografia
Inizia la sua carriera nei primi anni novanta, lavorando a diversi videoclip musicali di Madonna, Michael Jackson e U2. Successivamente inizia a lavorare per la televisione come direttore di produzione e produttore supervisore per la serie televisiva I segreti di Twin Peaks, creata da David Lynch e Mark Frost. Nel 1992 è produttore del film Fuoco cammina con me, prologo ed epilogo de I segreti di Twin Peaks.
Negli anni seguenti produce diversi film, come Combinazione finale con Michael Madsen, l'horror L'inferno nello specchio (Candyman 2) e il drammatico Demoni e dei.
Dal 2000 inizia una collaborazione con il canale via cavo HBO, lavora come produttore esecutivo per le serie televisive Quello che gli uomini non dicono, Carnivàle e per l'episodio pilota di Big Love. Dal 2004 è produttore esecutivo e direttore di produzione per la serie televisiva western Deadwood, creata da David Milch. Fienberg ha diretto anche quattro episodi della serie. Per il suo lavoro in Deadwood, Fienberg vince un Directors Guild of America Award e ottiene due candidature agli Emmy Awards.
Nel 2007 è produttore esecutivo di John from Cincinnati, serie creata da David Milch, di cui ha diretto un episodio. La serie è stata cancellata dopo una stagione.
Nel 2009 inizia a lavorare come produttore esecutivo e direttore di produzione nella seconda stagione della serie televisiva True Blood. Fienberg lavora a True Blood dalla seconda stagione fino alla settima e ultima stagione.

## Filmografia parziale

### Produttore

#### Cinema
- Fuoco cammina con me (Twin Peaks: Fire Walk with Me), regia di David Lynch (1992)
- Combinazione finale (Dead Connection), regia di Nigel Dick (1994)
- L'inferno nello specchio (Candyman 2) (Candyman: Farewell to the Flesh), regia di Bill Condon (1995)
- Demoni e dei (Gods and Monsters), regia di Bill Condon (1998)

#### Televisione
- I segreti di Twin Peaks (Twin Peaks) – serie TV (1991-1992)
- Quello che gli uomini non dicono (The Mind of the Married Man) – serie TV (2001)
- Carnivàle – serie TV (2003)
- Deadwood – serie TV (2004-2006)
- John from Cincinnati – serie TV (2007)
- True Blood – serie TV (2009-2014)
- Big Little Lies - Piccole grandi bugie (Big Little Lies) – miniserie TV, 7 episodi (2017)
- Sharp Objects - miniserie TV, 8 episodi (2018)
- I Know This Much Is True – miniserie TV (2020)

### Regista
- Deadwood – serie TV, 4 episodi (2005-2006)
- John from Cincinnati – serie TV, 1 episodio (2007)
- True Blood – serie TV, 1 episodio (2014)